# كيرن دوفر
كيرن دوفر (بالإنجليزية: Kieran Dover)‏ (25 نوفمبر 1996 في المملكة المتحدة - ) هو لاعب كرة قدم أسترالي في مركز الوسط. لعب مع Dandenong Thunder SC ‏.

## وصلات خارجية
- كيرن دوفر على موقع قاعدة بيانات كرة القدم.إي يو (الإنجليزية)
- كيرن دوفر على موقع Soccerway.com (الإنجليزية)